# 16944 Ванґлер
16944 Ванґлер (16944 Wangler) — астероїд головного поясу, відкритий 20 квітня 1998 року.
Тіссеранів параметр щодо Юпітера — 3,456.